# Strada statale 416 del Niccone
La ex strada statale 416 del Niccone (SS 416), ora strada regionale 416 del Niccone (SR 416), è una strada regionale italiana che collega la Valtiberina con la zona del lago Trasimeno.

## Percorso
Ha inizio da un tratto ormai dismesso della strada statale 3 bis Tiberina in località Niccone, comune di Umbertide. Passa, quindi, per le frazioni di Umbertide, Molino Vitelli e Spedalicchio. Attraversa quindi un pezzo di Toscana passando per Mercatale nel comune di Cortona dove interseca la strada provinciale della Valdipierle che prosegue per Cortona.
Prosegue quindi per Lisciano Niccone, rientrando in Umbria e scendendo poi fino a Tuoro sul Trasimeno dove si innesta sulla strada statale 75 bis del Trasimeno, nelle vicinanze del raccordo autostradale Perugia-Bettolle.

## Gestione
In seguito al decreto legislativo n. 112 del 1998, dal 2001, la gestione è passata dall'ANAS alla Regione Umbria che ha poi ulteriormente devoluto le competenze alla Provincia di Perugia mantenendone comunque la titolarità, compreso il tratto che si estende in Toscana.